# Irving Kaplansky

Irving Kaplansky, 1984

Irving Kaplansky (* 22. März 1917 in Toronto, Ontario; † 25. Juni 2006 in Los Angeles) war ein US-amerikanischer Mathematiker, der sich mit Algebra beschäftigte.

## Leben und Wirken
Kaplansky war der Sohn polnischer Eltern, die kurz vor seiner Geburt nach Kanada einwanderten. Er studierte an der Universität Toronto, wo er 1938 seinen Bachelor- und 1940 seinen Master-Abschluss machte und gleichzeitig Gewinner des Putnam-Wettbewerbs war. Als Sieger des Wettbewerbs konnte er (als erster Putnam Fellow) sein Studium an der Harvard University fortsetzen, wo er 1941 bei Saunders MacLane (als dessen erster Doktorand) promoviert wurde (Maximal Fields with Valuations). 1940 nahm er die US-amerikanische Staatsbürgerschaft an. Als Post-Doc war er bis 1944 Benjamin Peirce-Instructor in Harvard. 1945 ging er – nach kriegsbedingter Tätigkeit an der Columbia University – an die University of Chicago, wo er Professor wurde und bis zu seiner Emeritierung 1984 blieb. 1962 bis 1967 war er dort Fakultätsvorsitzender und wurde 1969 „George Herbert Mead Distinguished Service Professor“. Nach seiner Emeritierung wurde er Direktor des Mathematical Sciences Research Institute in Berkeley.
Kaplansky beschäftigte sich mit den verschiedensten Bereichen der Algebra: mit kommutativer Algebra, Ringtheorie, Körpertheorie, Gruppentheorie. Er beschäftigte sich auch mit der Theorie der Operatoralgebren und leistete auf diesem Gebiet wesentliche Beiträge. Bekannt ist er auch für seine Lehrbücher. Der Dichtheitssatz von Kaplansky ist mit seinem Namen verbunden. Er führte Algebren mit polynomialer Identität ein. Ebenso führte er AW*-Algebren ein, die eine algebraische Erweiterung von Von-Neumann-Algebren liefern, und entwickelte im kommutativen Fall den Begriff des Hilbert-C*-Modules.
1965 wurde Kaplansky in die American Academy of Arts and Sciences gewählt, 1966 in die National Academy of Sciences. 1975 war er Vizepräsident der American Mathematical Society (AMS) und 1985/86 Präsident. 1947 bis 1952 war er Mitherausgeber des Bulletin of the AMS. Er war Guggenheim Fellow und 1987 wurde er Ehrenmitglied der London Mathematical Society. 1989 erhielt er den Leroy P. Steele Prize der AMS.
Er ist der Vater der Sängerin Lucy Kaplansky (* 1960), die auch Psychiaterin ist. Kaplansky war ein versierter Pianist und nahm in Chicago an Aufführungen von Opern von Gilbert und Sullivan teil. Er komponierte auch Lieder mit mathematischen Anklängen wie A Song of Pi (die Melodie orientiert sich an den ersten Dezimalstellen von {\displaystyle \pi }).
Zu seinen Doktoranden zählen Donald Samuel Ornstein, Joseph Rotman, Harold Widom, Hyman Bass, Günter Lumer.

## Schriften
- Commutative Rings. University of Chicago Press 1970.
- Infinite Abelian Groups.
- Fields and rings. 2. Auflage. 1972.
- An introduction to differential algebra. 1957.
- Lie algebras and locally compact groups. 1971.
- Projective modules, Ann. of Math (2) 68 1958 372–377. (Jeder projektive Modul ist die direkte Summe abzählbar erzeugter projektiver Moduln.)
- Modules over operator algebras, Amer. J. Math. 75, (1953). 839–858.
- Projections in Banach algebras, Ann. of Math. (2) 53, (1951). 235–249.
- Maximal fields with valuations, Duke Math. J. 9, (1942). 303–321.